# Catalina Moner i Mora
Catalina Moner i Mora (Palma, 1957) és una historiadora mallorquina especialitzada en història contemporània de Mallorca.
Moner es doctorà el 2009 en Humanitats i Ciències socials per la Universitat de les Illes Balears (UIB). Component del Grup d’Estudis de la Cultura, la Societat i la Política al Món Contemporani, és professora associada de la UIB de Metodologia i Recursos a la Didàctica de les Ciències Socials al màster universitari de formació del professorat. Ha exercit de professora d'educació secundària de Geografia i Història i d'inspectora d'educació. Ha publicat estudis sobre Emili Darder (1895-1937) —el darrer batle republicà de Palma, afusellat el 24 de febrer de 1937 per les tropes franquistes— i el seu context, la cultura a l'època contemporània, la didàctica de les ciències socials i l'organització i la gestió escolar. També ha publicat un llibre sobre Gabriel Alomar (1873-1941).
El 2011 fou guardonada amb el premi Emili Darder dels Premis 31 de Desembre de l'Obra Cultural Balear (OCB).

## Obra
- Emili Darder Cànaves (1895-1937): vida i martiri. Mallorca: Miquel Font (2007).
- Emili Darder Cànaves (1895-1937): metge i polític, víctima de la repressió franquista. Illes Balears: Fundació Emili Darder (2012).

- Gabriel Alomar. Pedagog, publicista, escriptor, poeta i polític. Mallorca: Illa Edicions (2017).